# 野中マリ子
野中 マリ子（のなか まりこ、1927年5月23日 - 2014年1月19日）は、日本の女優。旧名：野中マリ。

## 経歴・人物
東京府東京市赤坂区（現在の港区青山一帯）の出身。母親の野中花は銀座線路下の長屋商店街に広さ六坪のセレナーデを経営、著名人が集まった事で知られる。
文化学院卒。舞台芸術アカデミー（俳優座養成所）を経て、1948年に劇団俳優座入り。
1984年、『華やかなる鬼女たちの宴』で第19回紀伊國屋演劇賞個人賞受賞。
1967年ごろより、俳優養成を期して野中塾を主宰していた。
2014年1月19日午後7時55分、肺炎のため死去。86歳没。
元フジテレビプロデューサーの夫との間に3人の息子が居り、そのうち長男は俳優の湯沢紀保。

## 出演

### 舞台
- 火宅（1949年、俳優座）
- 道成寺（1958年、俳優座）
- 石の火（1971年、俳優座）
- 救われた…（1975年、俳優座）
- バラの刺青（1975年、立動舎）
- 日本繁栄学入門（1976年、俳優座）
- 花子（1977年、俳優座）
- 右往左往（1979年、俳優座）
- おふくろ（1980年、俳優座）
- 色ざんげ（1981年、俳優座）
- タンゴ・冬の終わりに（1984年）
- ミュージカル ラマンチャの男（1983年）
- 華やかなる鬼女たちの宴（1984年、俳優座）
- ひとり息子（1989年）
- 似顔絵のひと（1990年、文学座）
- 埋められた子供（1992年、俳優座）
- ピンクの象と五人の紳士（1994年、俳優座）
- 大岡越前守黄〜八丈の女〜（1994年、明治座）
- 尼が巌（1996年、俳優座）
- 檜垣（1997年）
- 桜の園
- 世阿弥
- 伊能忠敬物語（1999年、俳優座）
- cross purpose（2001年、俳優座）

### 映画
- 甘い汗（1964年） - 金子の妻
- 孤独の賭け（1965年）
- なかよし合奏団（1966年）
- 忍ぶ川（1972年） - 街の女
- 朝やけの詩（1973年） - 為次の嬶
- サンダカン八番娼館 望郷（1974年） - キヨ
- 巨人軍物語 進め!!栄光へ（1977年） - 清河きぬ
- Wの悲劇（1984年） - 林年子
- 風の子どものように（1992年） - 木村香代

### テレビドラマ
- 太陽と牛の唄（1959年、NTV）
- お勝手の花嫁（1961年）
- やがて、春（1963年、NET）
- ウルトラセブン 第42話「ノンマルトの使者」（1968年、TBS / 円谷プロ） - 真市の母
- 孤独のメス（1969年、TBS）
- 日本怪談劇場 第9話「怪談 宵宮雨」（1970年、12ch）- おとま
- 二人の世界（1970年 - 1971年、TBS）
- 東芝日曜劇場「噂」（1971年、TBS）
- 大江戸捜査網 第181話「明日なき逃亡」（1975年、12ch） - 伊之吉の母
- 江戸の旋風（1975年、フジテレビ）
- 新幹線公安官（1977年、ANB）
- 伝七捕物帳 第157話「恋の掛け橋情の涙」（1977年、NTV） - およね
- あにき（1977年、TBS）
- 太陽にほえろ! 第285話「母の香り」（1978年、NTV / 東宝） - 桜井良枝
- 青春ド真中!　第9話「ふたり一緒の初恋だった!!」（1978年、NTV） - 内藤家のばあや
- 若さま侍捕物帖 第15話「参上!! 吸血鬼」（1978年） - おくら
- 横溝正史シリーズII / 仮面劇場（1978年、MBS / 東宝）
- 3年B組金八先生 第1シリーズ（1979年、TBS）- 浅井秋子（雪乃の母）
- 茜さんのお弁当（1981年、TBS）
- 家政婦は見た!（ANB） - 沢井とみ 役
- 愛の劇場「夫婦」（1982年、国際放映 / TBS）
- 土曜ワイド劇場（ANB）
  - 家政婦は見た!シリーズ（大映テレビ） - 沢井とみ
    - 松本清張の熱い空気　家政婦は見た!夫婦の秘密「焦げた」（1983年7月2日）
    - 華やかなエリート家族の乱れた秘密 名門女子大がゆれる…(1986年4月12日）
    - 美しい女病院長 華やかな私生活の秘密（1987年4月11日）
    - 東京－ニューヨーク 超高層ビル買占め、名門出の若妻の危険な秘密（1988年1月9日）
    - 華麗な一族の怪しい秘密 財テクゲームの危険な落し穴（1989年4月8日）

  - 越後七浦殺人海岸（1991年） - 根岸かね
  - 国境の女（1991年）
- 結婚 結婚サギ詐欺が手玉にとった5人の女（1984年、ANB）
- 出社拒否症になった夫（1984年、ANB）
- スタア誕生（1985年、CX / 大映テレビ）
- 天使のアッパーカット（1986年、TBS）
- 花王愛の劇場「母さんと呼びたい」（1987年、TBS）
- 銀河テレビ小説「お父さん入門」（1988年、NHK）
- 熱き炎の旅 ここ過ぎて（1988年、NTV）
- 火曜サスペンス劇場（NTV）
  - からくり人形の女 知多半島『山車祭』（1989年11月28日、東京映画新社）
  - 天使が消えた夏（1990年8月21日、セントラル・アーツ）
- 家庭の問題（1990年、TBS）
  - 捜査検事・右近誠の殺人調書（2000年）
- 銭形平次（北大路欣也版）第1シリーズ 第17話「二度消えた千両箱」（1991年、CX）
- 月曜サスペンスシリーズ（KTV）
  - 不思議サスペンス「不用品ひきとります」（1992年、東宝）
  - 秋の特選サスペンス「うどん警部 九月のミンク」（1992年9月、東映）
- 大岡越前 第13部 第10話「女を喰った非道医者」（1993年1月18日、TBS / C.A.L） - おちか
- 水戸黄門 第24部 第12話「お化けになって悪退治 -別府-」（1995年12月4日、TBS / C.A.L） - お常

### その他の番組
- はばたけ!真理ちゃん（1974年、TBS）
- 一枚の写真（1990年、フジテレビ / 東宝）

## 野中塾
野中が主催する演技指導所、俳優養成所の通称。

### 主な出身者
五十音順
- あさいゆきの
- 麻生祐未
- 池田政典
- 伊藤つかさ
- 稲森いずみ
- 今井美樹
- 大竹しのぶ
- 大原ますみ
- 賀来千香子
- 葛山信吾
- 川島なお美
- 菊池桃子
- 北村一輝
- 草刈正雄
- 熊谷真実
- 紺野美沙子
- 設楽りさ子
- 篠井英介
- 鈴木京香
- 鈴木保奈美

- 墨田ユキ
- 高橋恵子
- 武田久美子
- 中康治
- 名取裕子
- 西田ひかる
- 野々村真
- 原田知世
- 原田美枝子
- 藤あや子
- 保坂尚輝
- 細川ふみえ
- 堀江しのぶ
- 松坂慶子
- 松本典子
- 松雪泰子
- 安田成美
- 和久井映見
- 憩かなみ
- 奥菜恵